# Francisco Villarroya
Francisco Javier Pérez Villarroya (Zaragoza, 6 de agosto de 1966) é um ex-futebolista espanhol.

## Carreira
Francisco Villarroya fez parte do elenco da Seleção Espanhola de Futebol da Copa do Mundo de 1990. Ele fez quatro presenças.